# オオサボテンミソサザイ
オオサボテンミソサザイ（学名：Campylorhynchus griseus）はスズメ目ミソサザイ科の鳥類の1種。

## 分布
ガイアナ、コロンビア、ブラジル、ベネズエラ。

## 形態
全長約22cm。

## 生態
食性は肉食性。昆虫やその卵を食べる。